# Garfield: Winter's Tail
Garfield: Winter's Tail è un videogioco con protagonista il gatto Garfield, pubblicato nel 1989-1990 per gli home computer Amiga, Amstrad CPC, Atari ST, Commodore 64 e ZX Spectrum dall'etichetta statunitense The Edge. Si svolge in tre livelli molto diversi tra loro, due dei quali basati su sport invernali. Il titolo si traduce letteralmente "coda dell'inverno", ma si pronuncia come Winter's Tale, "racconto d'inverno"; sulle confezioni originali è riportato anche un secondo sottotitolo, A Midsupper Night's Dream, "sogno di una notte a metà cena".
A volte è citato come Garfield 2, ovvero come seguito di Garfield: Big, Fat, Hairy Deal della stessa The Edge, ma il gameplay è molto differente.

## Trama
Dopo un lauto pasto Garfield si è addormentato vicino al frigorifero aperto e sogna di trovarsi sulle Alpi. Le sequenze di gioco rappresentano i suoi sogni, prima mentre si dirige sciando a una fabbrica di lasagne, poi dentro una fabbrica di cioccolato, dove trova la mitica gallina dalle uova di cioccolato, ma questa fugge e dovrà darle la caccia attraverso un lago ghiacciato.
Al termine del gioco Garfield insegue la gallina fino a un pollaio in un villaggio svizzero, dove riesce a entrare camuffandosi con un guanto in testa per simulare una cresta da pollo, ma poi non riesce più a ritrovare la gallina tra tante uguali.

## Modalità di gioco
A inizio partita si può scegliere di giocare qualsiasi livello selezionando la nuvoletta del corrispondente sogno di Garfield, ma vanno completati tutti nell'ordine normale per vedere il finale. Ci sono tre livelli, tutti per un solo giocatore che controlla Garfield:
1. Un percorso a ostacoli con gli sci, a scorrimento verticale verso il basso. Lungo il percorso è possibile saltare, anche su dei trampolini, e raccogliere cibo dalle mani di alcuni spettatori. Anche Odie fa la stessa discesa su una slitta improvvisata come elemento di disturbo. Completato il percorso si arriva al pastificio, dove bisogna cercare di mangiare più lasagne possibile con la sola agitazione del joystick.
2. La fabbrica di cioccolato, un grande ambiente a piattaforme multischermo con visuale laterale, formato da un labirinto di piani, scale e ascensori. Garfield deve trovare e azionare le valvole delle tubazioni di cioccolato fuso, per farlo arrivare a delle galline sparse per l'edificio. Quando le ha nutrite tutte può accedere alla stanza della gallina dalle uova di cioccolato. C'è di nuovo Odie che si aggira come intralcio, ma lo si può prendere a calci.
3. Pattinaggio su un lago ghiacciato all'inseguimento della gallina. Il lago è un labirinto isometrico a scorrimento multidirezionale, con la presenza di ostacoli e muretti invalicabili di neve. Garfield può pattinare in orizzontale o verticale con inerzia, e può saltare solo alcuni ostacoli. Ci sono le orme di cioccolato della gallina da raccogliere, ma non possono sempre essere seguite per via degli ostacoli.

L'energia di Garfield è sempre rappresentata da una sua faccia più o meno allegra ed è ricaricabile raccogliendo cibo. Se viene esaurita il gioco termina con il risveglio di Garfield dal sogno.